# Nanclares de la Oca

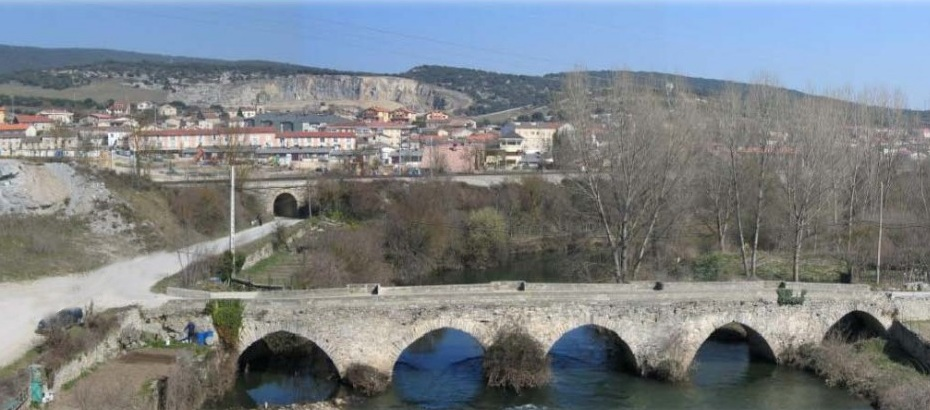
Vue de Nanclares de la Oca

Nanclares de la Oca en espagnol ou Langraiz Oka en basque est une commune ou une contrée appartenant à la municipalité d'Iruña Oka dans la province d'Alava, située dans la Communauté autonome basque en Espagne.